# 田中正良
田中 正良 (たなか まさよし、1967年3月14日 - ）は、NHK解説委員室の解説委員。NHK中国総局長。

## 人物
- 趣味は 映画鑑賞。
- 特技は 剣道[1]

## エピソード
「海外に行って取材して 伝える事はやってみたい」という気持ちは思っていたが、報道を志す切っ掛けとなったのは 小学校2年生に進級した1974年4月に放送開始したNHKの夜9時の報道番組『ニュースセンター9時』。初代キャスターの磯村尚徳から最後のキャスターを務めた木村太郎による外国のニュースに胸がときめいていた事や中国に関心があり、社会科や世界史の勉強をする中、「現地の現状を伝えられたら良い」と思うようになり、報道を志すことになったという。

## 来歴
東京都にて出生し、千葉県 八千代市で育つ。1973年4月、八千代市立勝田台南小学校に入学。1978年4月八千代市立勝田台中学校に入学。中学1年生より剣道を始めて部活動で汗を流し、各大会にて数々の実績を残した。以降、高校・大学と道場に通っては剣道にて汗を流した。1985年4月 東京外国語大学外国語学部 (現・言語文化学部) 中国語科に入学し、1992年3月に同校を卒業。
1992年4月、NHKに入局。初任地は 『NHK横浜放送局』。横浜時代は 神奈川県警察本部や行政、事件記者として活動。1994年、本部に異動となり、放送総局報道局外信部（現在の報道局国際部）に配属。海外特派員としてナイロビに3年間駐在。2000年よりNHKパリ支局 (現・NHKヨーロッパ総局)に配属。3年間の任務を経て、2004年より中国に渡航。NHK上海支局で2年、2006年よりNHK中国総局で2年と通算4年間中国報道に携わり、2008年より渡米。『NHKワシントン支局』に配属。大統領選挙やアメリカ情勢、安全保障を中心に取材を重ね、2016年より前任の田中淳子の後任で、NHKワシントン支局長に就任 。在任期間中の2016年10月21日に行われたアメリカ大統領選挙では、NHK-BSの特設ニュースにて選挙の行方を解説。2018年、日本に帰国後、国際部に復帰し、2019年にはNHK解説委員室解説委員に就任。専門分野は 国際情勢全般。
2021年3月29日 前任の報道局記者主幹・有馬嘉男の後任で、『ニュースウオッチ9』の第7代目メインキャスターに就任。最初の1年は1年前に就任した和久田麻由子アナウンサーとコンビを組み、翌年 和久田の懐妊により、青井実アナウンサー（当時）と山内泉アナウンサートリオを組み、翌々年は青井アナを除く林田理沙アナウンサーとトリオを組み、3年間メインキャスターを務めた。在任期間中は 新型コロナウイルスに見舞われ、シフト交代でキャスターを務め、2022年に開戦したウクライナ戦争では海外機動取材班として現地で最先端の取材を経験し、翌年に勃発したガザ地区の軍衝突によるイスラエル攻撃、更に翌年発生したトルコ大地震では現地から賢明なレポートを発信した。2024年3月を以て林田アナウンサーらと共に『ニュースウオッチ9』のメインキャスターを退任。同年4月からは 報道局記者主幹を務めたのち2025年2月から『NHK中国総局』長に就任した。

## 過去の出演番組
- NHK-BSの特設ニュース - アメリカ大統領選挙記者として（2016年10月21日）
- NHK解説委員室の番組全般
- ニュースウオッチ9　(2021年度 - 2023年度)